# NGC 4157
NGC 4157 (również UGC 7183 lub PGC 38795) – galaktyka spiralna z poprzeczką (SBb), znajdująca się w gwiazdozbiorze Wielkiej Niedźwiedzicy. Odkrył ją William Herschel 9 marca 1788 roku.
W galaktyce tej zaobserwowano do tej pory trzy supernowe – SN 1937A, SN 1955A i SN 2003J.